# Étendard (bannière)
Pour les articles homonymes, voir Étendard.
Le mot « étendard », comme beaucoup de termes vexillologiques, recouvre des réalités différentes. Étant faits de tissu, les vexilles étaient sujets à de grandes variations de forme, de taille et de couleur, mais aussi d'usage selon l'époque et le lieu. Ce n'est qu'au haut Moyen Âge que s'est généralisé le fait de mettre les armoiries du chef dessus.
Un étendard est une bannière (drapeau) qui servit pour déclarer une guerre ou y mettre fin[réf. nécessaire].

## Origine
Au XIVe siècle, les limites de l'armée féodale (absentéisme, grandes limites dans le temps de la mobilisation de l'ost, manque de combativité) vont mener les princes guerriers à développer une armée complémentaire formée de soldats appointés. C'est la naissance de l'armée de métier. Les soldats de cette armée ne peuvent s'assembler et suivre la bannière d'un ost féodal auquel ils n'appartiennent pas. On va donc étendre un nouveau type de vexille — l'étendard — devant eux pour qu'il en reconnaissent la forme, les motifs et les couleurs. Alors que les bannières féodales étaient presque toujours carrées ou d'une forme proche, l'étendard sera souvent à deux pointes et portera les marques personnelles du seigneur — ses badges ou devises — au lieu de ses emblèmes familiaux. Le prince ou le seigneur en changeait à volonté, parfois plusieurs fois par an, et ils ne seront pas repris d'un règne à l'autre, en général.
Les deux systèmes étant utilisés conjointement sur les champs de bataille, ils seront aussi parfois arborés ensemble sur l'emblématique domestique du prince. Les portes Mordelaises de Rennes par exemple (XVe siècle) portent sur leur pierre prééminencière les armoiries des ducs de Bretagne encadrées d'une bannière carrée d'un côté et d'un étendard de l'autre, insistant ainsi sur l'autorité du duc sur toutes ses troupes.
Il y aura parfois fusion des deux systèmes lorsqu'on accolera ou mêlera les marques familiales (motif de la bannière) aux marques personnelles en un long étendard-bannière à deux pointes. Cependant, ce système durera peu et, au XVIe siècle déjà, il s'étiole au profit d'un nouveau.

## Étymologie
Le mot est attesté pour la première fois en 1080 (estendard). Il est issu du francique « standhard » signifiant « stable » ; « fixe » et « inébranlable », même mot que « standard », issu de l'anglais « standard », lui-même emprunt au français. Il est composé des éléments « stand », désignant l'action se tenir debout, et de « hard » signifiant dur, ferme[réf. souhaitée].

## Caractéristiques
Sous l'Ancien Régime, les étendards étaient « de forme oblongue, diminuant vers la pointe et fendus, à moins qu'ils n'appartinssent à un prince de sang royal. Ils ne portaient pas d'armes mais la devise et le cimier ». Leurs dimensions allaient de 30 pieds (9,14 mètres) pour l'empereur ou pour surmonter le pavillon d'un roi à 12 pieds (3,66 m) pour un banneret, ce titre de noblesse étant « le moindre de ceux qui donnaient droit à une bannière » .

## Circulaire des drapeaux et étendards de l'Armée française
Les documents officiels suivants définissent certains usages relatifs aux drapeaux et étendards dans l'Armée française :
- la circulaire no 249/DEF/CEMM relative à la symbolique militaire du 13 mai 2004, définit pour la marine nationale, par référence aux textes interarmées, les unités qui peuvent se voir attribuer un drapeau[2] ;
- la décision no 12350/SGA/DPMA/SHD/DAT du 14 septembre 2007 est relative aux inscriptions de noms de batailles sur les drapeaux et étendards des corps de troupe de l'armée de terre, du service de santé des armées et du service des essences des armées[3] ;
- un arrêté du 19 novembre 2004 est relatif à l'attribution de l'inscription « AFN 1952-1962 » sur les drapeaux et étendards des formations des armées et services[4].

## Étendard de l'Armée française
L'étendard 64 cm de côté est l'insigne de tous les régiments français de traditions montées (arme blindée cavalerie, artillerie, train, ainsi que l'Aviation légère de l'Armée de terre, et le matériel). Il est de plus petite taille et fixé sur une hampe plus courte que le drapeau 90 cm de côté (infanterie, génie, transmissions, écoles militaires). Il porte dans ses plis sur l'avers les mots « République française » et le nom du régiment. Sur le revers sont inscrits les mots « Honneur et Patrie » (l'étendard de la Légion étrangère est le seul à porter l'inscription « Honneur et Fidélité », les légionnaires n'étant, par définition, pas français, de même que l’École polytechnique qui porte l'inscription « Pour la Patrie, les Sciences et la Gloire ») suivi des noms de batailles dans lesquelles s'est distinguée l'unité. L'ensemble est encadré par 4 feuilles de chêne et de lauriers. Une cravate tricolore au sommet de la hampe sur laquelle sont cousues les décorations et les fourragères que l'étendard reçoit au nom de l'ensemble du régiment pour l'action héroïque de ses hommes. En fonction du nombre reçu, le personnel peut se voir ensuite attribuer la ou les fourragères à la couleur du ruban de la ou des médailles (exemple la fourragère aux couleurs du ruban de la croix de guerre 1914-1918). Les décorations étrangères ne sont pas portées sur la cravate mais sur le coussin. L'étendard, initialement vierge voit s'inscrire son histoire au fur et à mesure des grandes batailles auquel le régiment a pris part. C'est ainsi que ce glorieux symbole rappelle la grandeur du rôle qu'il a joué sur tous les fronts du monde, ses triomphes et ses revers, souvent au prix d'innombrables vies. Ce sont tous ces sacrifices qui imposent le respect auquel chaque soldat se doit de rendre honneur.

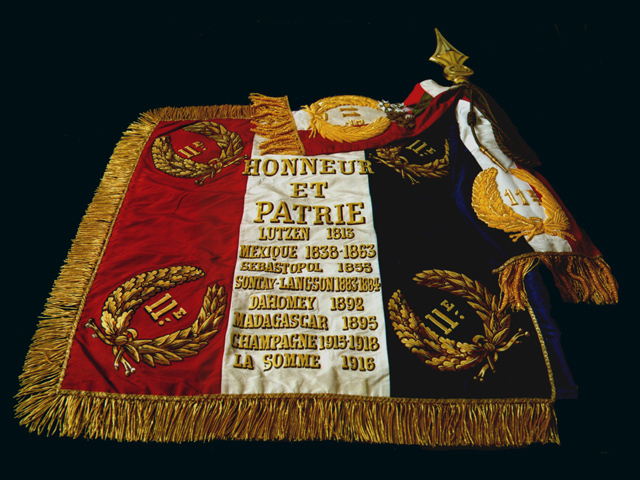
Étendard du 11e régiment d'artillerie de marine.
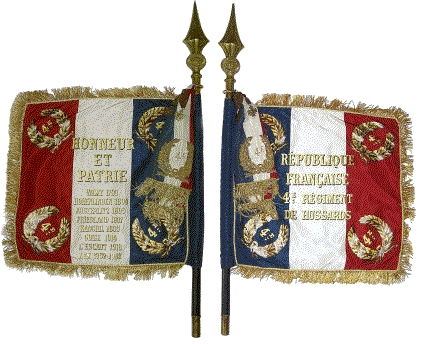
Étendard du 4e régiment de hussards.
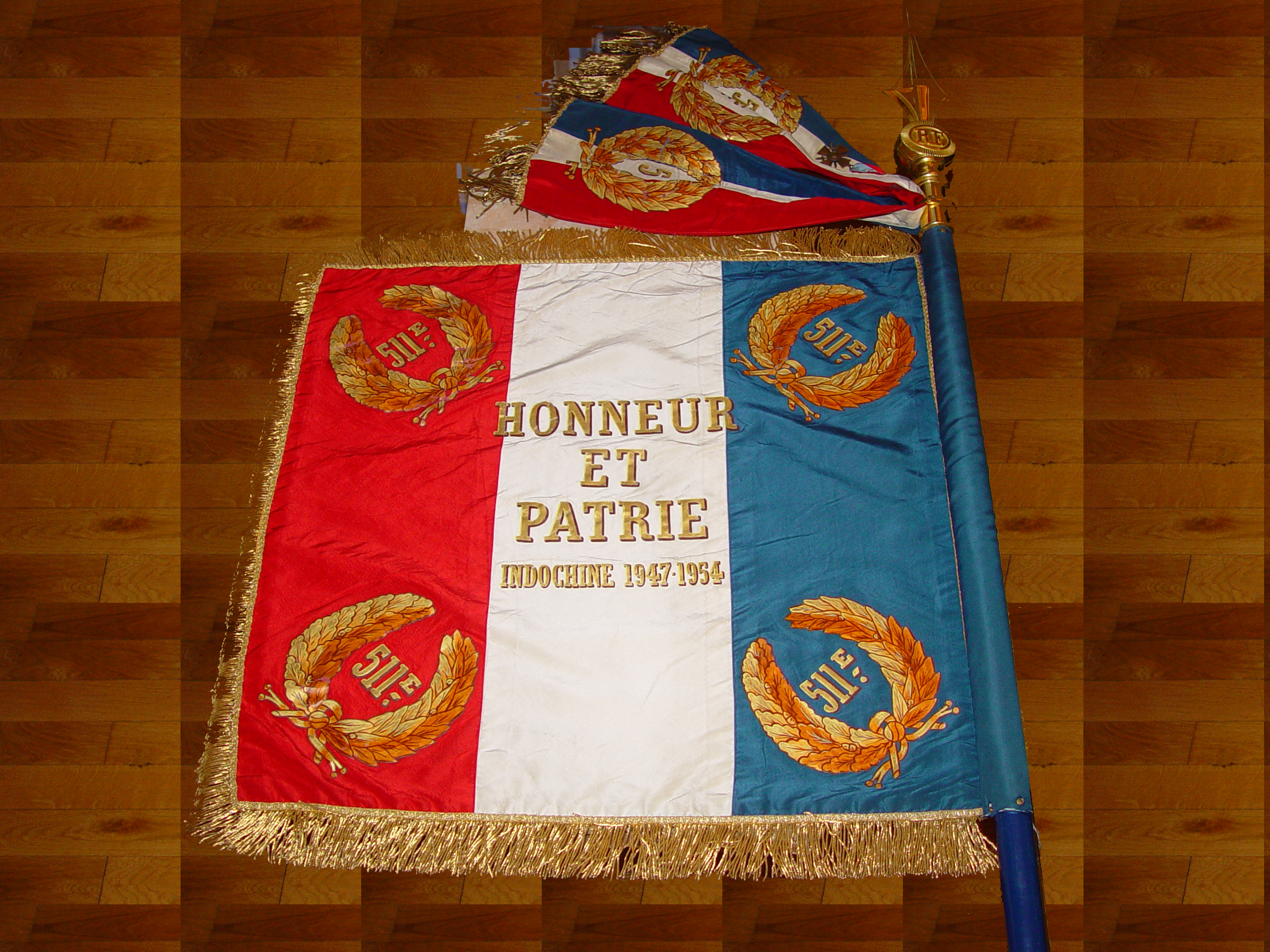
Étendard du 511e régiment du train.

## Étendards Scouts

### Scouts de France
L'Etendard est un drapeau à fond vert, chargé recto-verso d'une croix blanche dont les bras et dont le centre porte la croix du mouvement, actuellement une croix potencée rouge chargée d'un lys. Il est monté sur une hampe généralement surmontée d'une fleur de lys de 20cm de haut et n'est jamais hissé à un mât. Dans l'angle supérieur côté hampe peut figurer le nom de la Troupe, son numéro, le nom de la ville et l'année de la création et les Troupes possédant des armes peuvent les broder verticalement à l'extrémité des 4 bras de la croix dans un écu roman. 

### Étendard mondial
L'étendard mondial du scoutisme est commun à tous les mouvements reconnus par l’Organisation Mondiale du Mouvement Scout. Il est violet et porte en son centre l'insigne du scoutisme mondial en blanc. Il peut être hissé au mât de camp avec les couleurs nationales et la flamme scoute. 

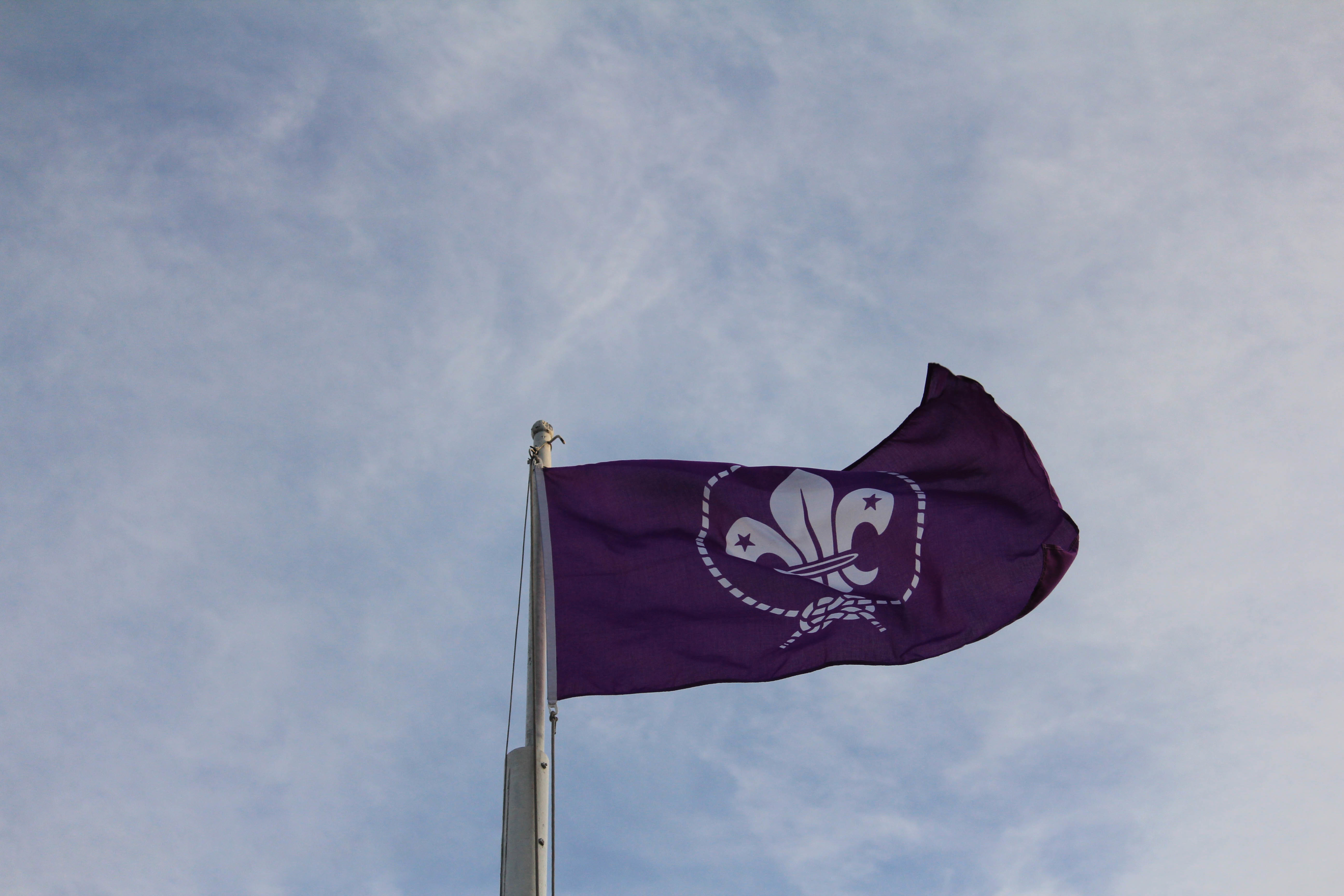
Étendard international du scoutisme
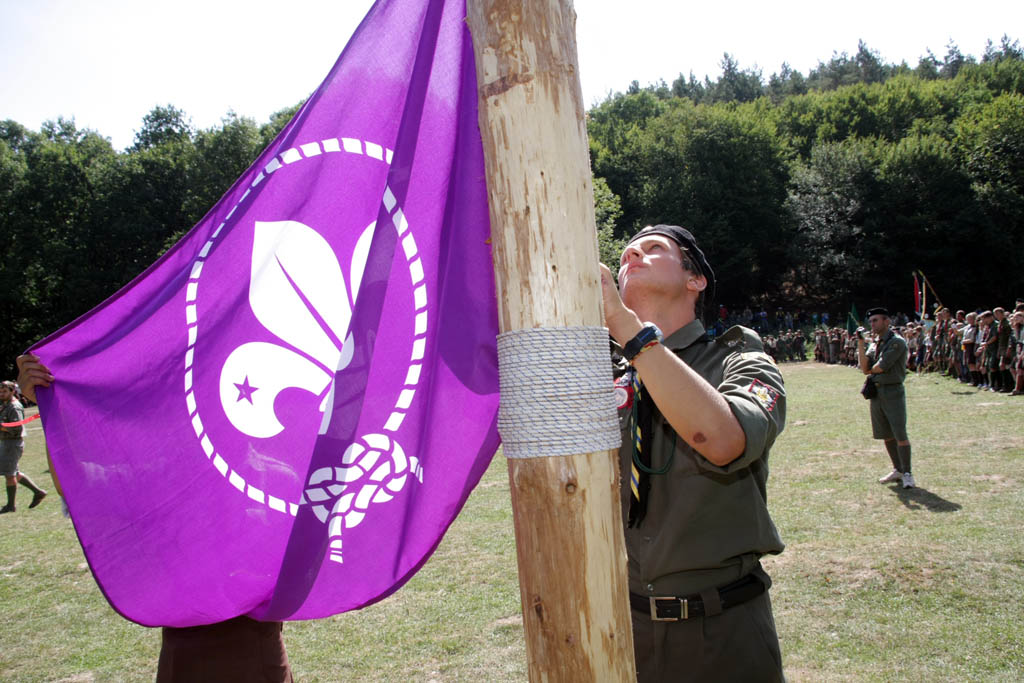
Étendard international du scoutisme au Jamboree 2009